# Éclipse solaire du 3 novembre 2013
L'éclipse solaire du 3 novembre 2013 est une éclipse solaire hybride. C'est une très rare AT (Annulaire-Totale).[pas clair]
C'est la 2e éclipse hybride du XXIe siècle, mais le 10e passage de l'ombre de la Lune sur Terre (en ce siècle).

## Visibilité

Parcours de l’éclipse sur la Terre.

L'éclipse centrale commença en phase annulaire, au large de la côte est des États-Unis, puis devient totale après quelques centaines de km. Elle traversa l'Océan Atlantique ; elle eut son maximum au large de la Côte d'Ivoire et du Ghana ; puis elle toucha l'Afrique équatoriale pour finir sur la corne de l'Afrique, au soir local.

## Changement de nature des éclipses de cette série du saros 143
Les éclipses de cette série du saros 143 changent de nature à notre époque : après avoir été totales jusqu'à la précédente, celle du 24 octobre 1995, c'est la première éclipse hybride de cette série.
Après la série des hybrides, elles seront devenues annulaires.